# Zdeňka Hledíková
Zdeňka Hledíková (23. října 1938 Praha – 13. listopadu 2018) byla česká archivářka a historička.

## Život
Zdeňka Hledíková působila na katedře pomocných věd historických a archivního studia FF UK v Praze a v letech 1993–2009 byla ředitelkou Českého historického ústavu v Římě. Specializovala se na dějiny středověké církevní správy a paleografii.

## Ocenění
Dne 18. října 2012 obdržela prof. Zdeňka Hledíková z rukou ministra školství Cenu Milady Paulové, která je od roku 2009 udílena Ministerstvem školství, mládeže a tělovýchovy ČR ve spolupráci s Národním kontaktním centrem – ženy a věda Sociologického ústavu AV ČR, v. v. i. Čtvrtý ročník Ceny Milady Paulové si kladl za cíl zviditelnit a ocenit vědeckou práci významných osobností historických věd s odkazem na pedagogicko-výzkumné působení historičky a byzantoložky prof. Paulové.

## Dílo (chronologicky)
- Hledíková, Zdeňka, Úřad generálních vikářů pražského arcibiskupa v době předhusitské, Praha, 1971.
- Biskup Jan IV. z Dražic (1301-1343). Praha: Karolinum, 1991. 206 s. ISBN 80-7066-611-0.
- Pronikání kuriálního centralismu do českých zemí (Na dokladech provizních listin do roku 1342). Český časopis historický 88, 1990, s. 6–8.
- Zdeňka Hledíková – Jana Zachová: Život Arnošta z Pardubic podle Valentina Krautwalda, latinská a česká edice textu s kritickým komentářem a životopisem autora. Východočeský sborník historický VI. - Supplementum. Východočeské muzeum v Pardubicích, Pardubice 1997, isbn 80-86046-25-7.
- Bibliografie prací prof. PhDr. Zdeňky Hledíkové, CSc., do roku 1998. In: Facta probant homines. Sestavil Kahuda, Jan. Praha, Scriptorium 1998, s. 571–583.
- Zdeňka Hledíková – Jaroslav V. Polc: Pražské koncily a synody předhusitské doby. Praha 2002.
- Češi u římské kurie za prvních tří avignonských papežů. Český časopis historický 102, 2004, s. 249–272.
- Hledíková, Zdeňka – Dobeš, Jan – Janák, Jan: Dějiny správy v českých zemích od počátku státu po současnost. Praha 2005.
- Hledíková Zdeňka: Vyšehradské proboštství a české kancléřství v první polovině 14. století, in: Královský Vyšehrad II. , sborník statí, ed. Bořivoj Nechvátal. Praha - Kostelní Vydří 2005, s. 74–89.
- Hledíková Zdeňka: Závěť Elišky Přemyslovny, in: Královský Vyšehrad III. , sborník statí, ed. Bořivoj Nechvátal. Praha - Kostelní Vydří 2007, s. 128–143.
- Arnošt z Pardubic. Arcibiskup, zakladatel a rádce. Praha: Vyšehrad, 2008. 349 s. ISBN 978-80-7021-911-9.
- Hledíková, Zdeňka: Svět české středověké církve (soubor studií z let 1972-2007). Argo: Praha 2010, 508 stran ISBN 978-80-257-0186-7
- Hledíková Zdeňka: Statuta Vyšehradské kapituly z roku 1317, in: Královský Vyšehrad IV. , sborník statí, ed. Bořivoj Nechvátal a Kan Kotous. Praha - Kostelní Vydří 2012, s. 134–165.
- Počátky avignonského papežství a české země.. Praha: Karolinum, 2013. 296 s. ISBN 978-80-246-2174-6.
- Hledíková, Zdeňka: Peter von Zittau. Das Beispiel des Autorenautographs und Eventualität des Autographenatlanten (rukopis 2013)